# ジョン・デブニー
ジョン・デブニー（John Debney、1956年8月18日 - ）は、アメリカ合衆国カリフォルニア州出身の作曲家。映画音楽の作曲で知られている。カリフォルニア芸術大学で作曲を学んだ。

## 主な作品

### 1990年代
- ホーカス ポーカス Houseguest（1995年）
- カットスロート・アイランド Cutthroat Island（1995年）
- ライアー ライアー Liar Liar（1997年）
- ラストサマー I Know What You Did Last Summer（1997年）
- キルスティン・ダンストの大統領に気をつけろ! Dick（1999年）
- GO!GO!ガジェット Inspector Gadget（1999年）
- エンド・オブ・デイズ End of Days（1999年）
- Gセイバー G-SAVIOUR（1999年）

### 2000年代
- リプレイスメント The Replacements（2000年）
- ラマになった王様 The Emperor's New Groove（2000年）
- スポット See Spot Run（2001年）
- スパイキッズ Spy Kids（2001年）
- ハートブレイカー Heartbreakers（2001年）
- キャッツ&ドッグス Cats & Dogs（2001年）
- プリティ・プリンセス The Princess Diaries（2001年）
- スコーピオン・キング The Scorpion King（2002年）
- スパイキッズ2 失われた夢の島 Spy Kids 2: Island of Lost Dreams（2002年）
- タキシード The Tuxedo（2002年）
- ホット・チック The Hot Chick（2002年）
- コーリング Dragonfly（2002年）
- ブルース・オールマイティ Bruce Almighty（2003年）
- エルフ 〜サンタの国からやってきた〜 Elf（2003年）
- パッション The Passion of the Christ（2004年）
- 隣のヒットマンズ 全弾発射 The Whole Ten Yards（2004年）
- プリティ・ヘレン Raising Helen（2004年）
- プリティ・プリンセス2/ロイヤル・ウェディング The Princess Diaries 2: Royal Engagement（2004年）
- シン・シティ Sin City（2005年）
- 夢駆ける馬ドリーマー Dreamer: Inspired by a True Story（2005年）
- シャークボーイ&マグマガール 3-D The Adventures of Sharkboy and Lavagirl 3-D（2005年）
- チキン・リトル Chicken Little（2005年）
- ザスーラ Zathura: A Space Adventure（2005年）
- エバン・オールマイティ Evan Almighty（2007年）
- 2日間で上手に彼女にナル方法 My Best Friend's Girl（2008年）
- オールド・ドッグ Old Dogs（2009年）

### 2010年代
- バレンタインデー Valentine's Day（2010年）
- アイアンマン2 Iron Man 2（2010年）
- プレデターズ Predators（2010年）
- マチェーテ Machete（2010年）
- 抱きたいカンケイ No Strings Attached（2011年）
- ニューイヤーズ・イブ New Year's Eve（2011年）
- ジャックはしゃべれま1,000 A Thousand Words（2012年）
- 新・三バカ大将 ザ・ムービー The Three Stooges（2012年）
- バーニング・クロス Alex Cross（2012年）
- スティーブ・ジョブズ Jobs（2013年）
- ザ・コール 緊急通報指令室 The Call（2013年）
- ドラフト・デイ Draft Day（2014年）
- アサイラム 監禁病棟と顔のない患者たち Stonehearst Asylum（2014年）
- ホーム・アゲイン Home Again（2017年）
- すばらしき映画音楽たち（2017年、ドキュメンタリー映画） - 出演
- 宇宙探査艦オーヴィル The Orville（2017年 - ）テレビドラマ
- ベイルート Beirut（2018年）
- ロマンティックじゃない? Isn't It Romantic?（2019年）
- ビーチ・バム まじめに不真面目 The Beach Bum（2019年）
- 劇場版 ドーラといっしょに大冒険 Dora and the Lost City of Gold（2019年）
- セクスタプレッツ 〜オレって六つ子だったの?〜 Sextuplets（2019年）

### 2020年代
- 君といた108日 I Still Believe（2020年）
- でっかくなっちゃった赤い子犬 僕はクリフォード Clifford the Big Red Dog（2021年）
- ホーム・スイート・ホーム・アローン Home Sweet Home Alone（2021年）
- マリー・ミー Marry Me（2022年）
- ホーカス ポーカス2（英語版） Hocus Pocus 2（2022年）
- 80 For Brady: エイティ・フォー・ブレイディ（英語版） 80 for Brady（2023年）
- スパイキッズ:アルマゲドン Spy Kids: Armageddon（2023年）
- アンダー・ザ・ボードウォーク Under the Boardwalk（2023年）
- ねこのガーフィールド The Garfield Movie（2024年）
- Horizon: An American Saga（2024年）